# Деммени, Евгений Сергеевич
Евгений Сергеевич Деммени́ (28 февраля [12 марта] 1898, Санкт-Петербург — 23 января 1969, там же) — советский актёр, режиссёр, теоретик и историк кукольного театра; заслуженный артист РСФСР (1934).

## Биография
Несмотря на то, что во многих официальных изданиях дата рождения Деммени указана по новому стилю как 12 марта, сам Деммени всегда отмечал свой день рождения на следующий день, 13 марта и считал это число счастливым для себя.
В автобиографии он писал: «По происхождению — дворянин, по образованию — военный, по устремлениям — актёр». В возрасте 5 лет был отдан в Николаевский Кадетский корпус, по окончании которого окончил офицерские курсы Пажеского корпуса и выпустился в 1916 году в чине прапорщика инженерных войск. Октябрь 1917 года встретил в действующей армии в должности начальника мостовой команды. В декабре 1917 года избран помощником командира батальона, в начале апреля 1918 года демобилизован. В ноябре 1918 года как профессиональный военный вступил в ряды Красной Армии. За участие в боевых действиях на Северном и Карельском фронтах молодой командир Деммени был награждён почётным знаком «Честному воину Карельского фронта». Повторно демобилизовался в 1922 году.
Как актёр-любитель начал выступать с 1918 года — 10 апреля состоялся его актёрский дебют на сцене Народного Дома в Петрограде. В 1924 году создал при Ленинградском ТЮЗе «Театр Петрушки», который в 1930 году был объединён с Театром марионеток и получил наименование Ленинградский государственный кукольный театр, которым Деммени руководил и которому потом — уже в девяностые годы двадцатого века — было присвоено его имя. Деммени оставался руководителем театра 45 лет, до самой смерти, поставив в нём около 150 спектаклей.
Когда-то Самуил Маршак назвал Деммени «наркомом Петрушки» («Учитесь, друзья, у наркома Петрушки — до старости лет не бросает игрушки...»). В этой шутке был глубокий смысл: ключевым словом для определения значения Деммени в истории отечественного детского театра является слово «впервые». Его поиски в 1920—1930-е годы определили пути развития этого вида искусства.

Евгений Деммени со своими марионетками

Первые спектакли на современную тему, первые произведения классиков на кукольной сцене («Свадьба» Чехова, «Ссора Ивана Ивановича с Иваном Никифоровичем» по Гоголю, послевоенные «Виндзорские насмешницы» по Шекспиру, «Лекарь поневоле» Мольера).
Первый в Европе игровой кукольный фильм «Макс и Мориц» по В. Бушу был снят Деммени в 1928 году. Первый спектакль в куклах на телевидении «Школяр в раю» Ганса Сакса был поставлен Деммени ещё тогда, когда телевидение в России только зарождалось, — в 1938-м году. Первые курсы по подготовке режиссёров и актёров для театров кукол страны были организованы Евгением Сергеевичем ещё в 1927 году.
Был первым профессиональным режиссёром-кукольником, сумевшим, как сказано в Большой Советской Энциклопедии, профессионализировать и само искусство театра кукол. Первый режиссёр и первый теоретик. В 1934 году первым из советских кукольников получил почётное звание «Заслуженный артист РСФСР».
В годы Великой Отечественной войны театр, руководимый Деммени, до февраля 1942 года продолжал работу в блокадном Ленинграде. Затем Деммени и оставшиеся в живых сотрудники и актёры театра были эвакуированы в город Иваново, где выпустили спектакль-памфлет «Юный Фриц» по пьесе С. Я. Маршака. С этим спектаклем театр в годы войны выступил на фронтах более 600 раз. Спектакль был возобновлён актёрами театра, носящего имя Деммени, в 2010 году, к 65-й годовщине Великой Победы.
Внёс большой вклад и в эстрадное искусство, современниками он признавался выдающимся исполнителем кукольных эстрадных номеров. «Известно, что пионерами эстрадного кукольного искусства в нашей стране являются С. В. Образцов и Е. С. Деммени, создатели и руководители прекрасных кукольных театров. Впрочем, Сергей Владимирович начал работу в Центральном театре кукол, уже будучи известным кукольником-эстрадником, в то время, как Евгений Сергеевич появился на эстраде уже не менее известным режиссёром и актёром кукольного театра» (как написал в своей статье «Он вдохновенно и чудесно играет в куклы...» в «Петербургском театральном журнале» Н. В. Охочинский, ученик и соратник Е. С. Деммени). Среди его наиболее известных эстрадных работ — номера «12-я рапсодия Листа в исполнении пианиста-виртуоза», «Цыганский танец», «Чарли Чаплин», «Танцевально-акробатическое трио», «Танго смерти» и другие.
Являлся автором нескольких книг и ряда статей по теории и практике кукольного театра, большинство из которых сегодня признаны пионерскими и основополагающими для искусства кукольного театра. На его счету более пятидесяти публикаций в газетах, журналах и профессиональных сборниках кукольников.
Являлся членом Всероссийского театрального общества (ВТО), персональным членом УНИМА (Всемирная организация кукольников), почётным членом Российской секции УНИМА.
Евгений Деммени умер 23 января 1969 года в Ленинграде. Похоронен на Большеохтинском кладбище.

### Награды

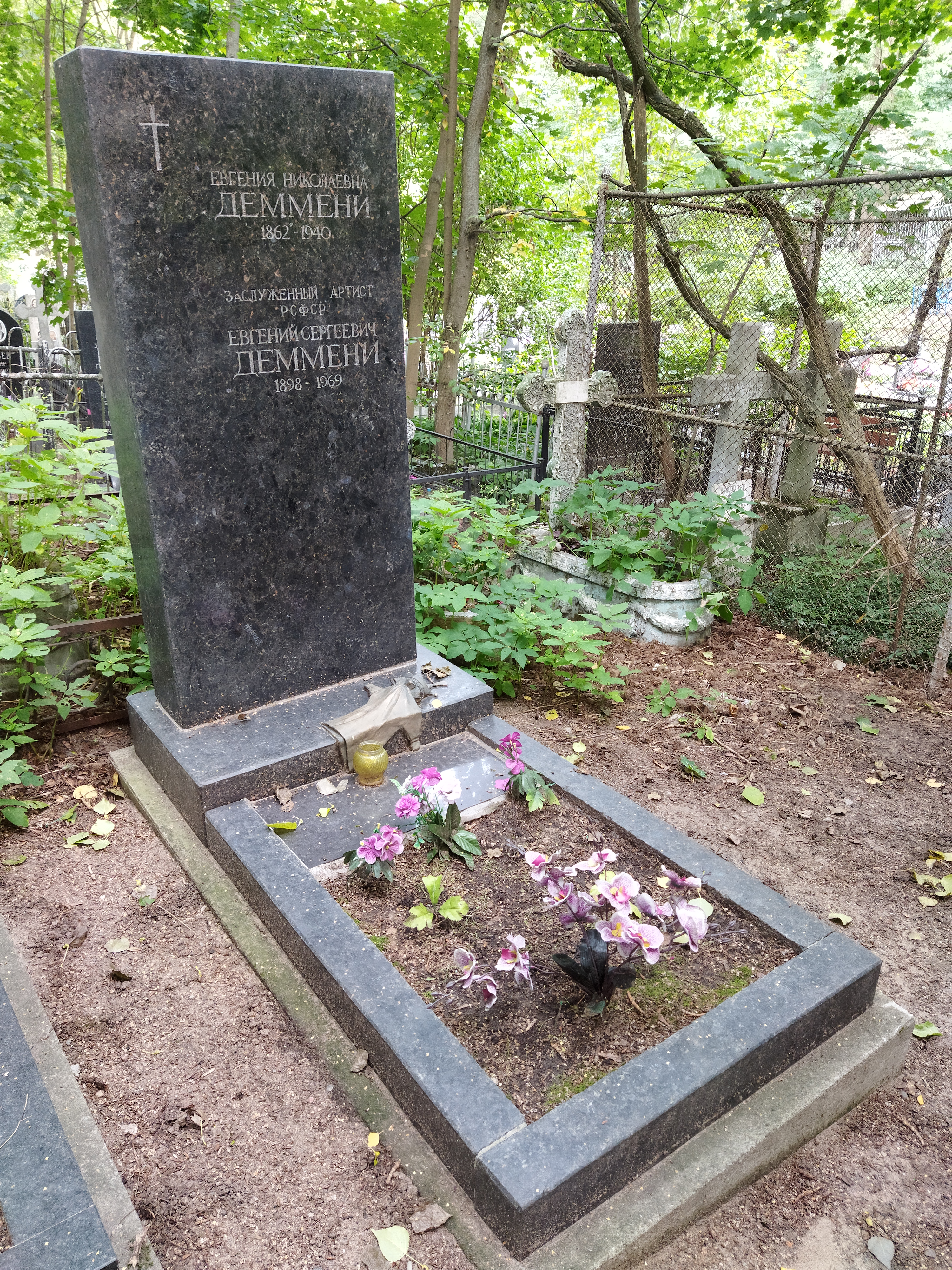
Могила Е. С. Деммени

Был награждён орденским знаком «Честному воину Карельского Фронта» (1922), орденом «Знак Почёта» (1939), орденом Трудового Красного Знамени (1957), медалями, в том числе «За оборону Ленинграда», «За доблестный труд в Великой Отечественной войне», «250 лет Ленинграду», был лауреатом нескольких всесоюзных фестивалей.

### Память
- Санкт-Петербургский государственный театр марионеток им. Е. С. Деммени.

### Работы в театре
Режиссёр (избранное):
- 1928 — «Свадьба» А. П. Чехова
- 1929 — «Ссора Ивана Ивановича и Ивана Никифоровича» Г. Тарасова (по Н. Гоголю)
- 1932 — «Пустяки» Е. Шварца
- 1936 — «Гулливер в стране лилипутов» Е. Данько (по Дж. Свифту)
- 1938 — «Красная шапочка» Е. Шварца
- 1939 — «Кукольный город» Е. Шварца
- 1940 — «Сказка о потерянном времени» Е. Шварца
- 1942 — «Юный Фриц» С. Я. Маршака
- 1947 — «Лекарь поневоле» У. Шекспира
- 1957 — «Мичек-Фличек» Яна Малика
- 1957 — «Точка, точка, два крючочка» И. Скороспелова и Н. Клыковой
- 1958 — «Приключения Тома Сойера» Н. Охочинского (по М. Твену)
- 1959 — «Лекарь поневоле» Ж.-Б. Мольера
- 1960 — «Приключения Чиполлино» Н. Охочинского (по Дж. Родари)
- 1961 — «Синяя птица» М. Метерлинка
- 1965 — «Забытая кукла» Инны Булышкиной
- 1968 — «А вот и мы!» В. Ильина и Н. Охочинского

### Фильмография
Режиссёр, сценарист:
- 1928 — «Макс и Мориц» (в куклах, экранизация сказки В. Буша «Макс и Мориц»)
- 1938 — «Школяр в раю» (телевизионная передача, кукольный спектакль, экранизация фарса Ганса Сакса)

Актёр:
- 1954 — «Герои Шипки» — Пётр Дмитриевич Святополк-Мирский, генерал
- 1957 — «Его время придёт» — эпизод

### Избранные труды
Источник — электронные каталоги РНБ.
- Гауш Ю. А., Деммени Е. Наш цирк: [Стихи для детей]. — Л.: Детгиз, 1948. — 16 с. — 100 000 экз.
- Деммени Е. С. XX лет [Кукольного театра]: 1919-1939. — Л., 1939. — 34 с. — 5500 экз.
- Деммени Е. За петрушечной ширмой: Пособие для школ и клубов. — М.; Л.: Гос. изд-во, 1930. — 80 с. — 3000 экз.
- Деммени Е. С. Куклы на сцене : Рук-во по устройству сцены и вождению кукол для театра петрушек и марионеток. — Л.; М.: Искусство, 1949. — 84 с. — 5000 экз.
- Деммени Е. С. Призвание — кукольник : [Статьи. Выступления. Заметки]. — Л.: Искусство, 1986. — 199 с. — 10 000 экз.
- Деммени Е. С. Страницы из жизни театра. — Л.: тип. № 2 Упр. изд-в и полиграфии Исполкома Ленгорсовета, 1949. — 64 с. — 5200 экз.
- Деммени Е. С. Школьный кукольный театр : [Для сред. и старш. возраста]. — Л.: Детгиз, 1960. — 72 с. — (Б-чка пионера «Знай и умей»). — 40 000 экз.
- Деммени Е., Гауш Ю. Самодельный театр петрушек: Прил.: Петрушечное представление «Набат» (сценарий, полный текст, указания к постановке). — Л.; М.: Гос. изд-во худ. лит-ры, 1931. — 47 с. — (Театр-искусство-кино). — 15 000 экз.
- Деммени Е., Качалин В. Как устроить петрушечный театр. — Л.: театр Петрушки, 1927. — 18 с. — (В помощь клубам, избам-читальням, школам и красным уголкам ЖАКТ'ов). — 2000 экз.